# Saint-Pierre-de-Chevillé

Saint-Pierre-de-Chevillé este o comună în departamentul Sarthe, Franța. În 2009 avea o populație de 359 de locuitori.